# گمینا بئوژتس
گمینا بئوژتس (لهستانی: Gmina Bełżec؛ ‏pronounced [ˈbɛu̯ʐɛt͡s]) یک گمینا در لهستان است که در شهرستان توماشوف لوبلسکی واقع شده‌است. گمینا بئوژتس ۳۳٫۵۲ کیلومتر مربع مساحت و ۳٬۴۳۵ نفر جمعیت دارد.